# Анте Савин
Анте Савин Манистра (Каштел-Лукшић, код Сплита, 21. децембар 1917 — близина Дивуља, 18. јул 1942), учесник Народноослободилачке борбе и народни херој Југославије.

## Биографија
Рођен је 21. децембра 1917. године у Каштел-Лукшићу код Сплита, у сиромашној породици. Завршио је шест разреда основне школе, након чега је морао да ради због уздржавања многобројне породице. Године 1936, постао је члан СКОЈ-а, а 1937. године организовао је успешан штрајк грађевинских радника. Године 1938, постао је члан Комунистичке партије Југославије.
Учествовао је у градњи барикада на путу Сплит–Трогир током штрајка радника, у демонстрацијама против рата у јесен 1940. године, био је организатор погреба комунисте Вицка Буљановића, којег је полиција убила за време штрајка. Скупљао је помоћ за борбу против фашизма у Шпанији и био ангажован у припремама за општинске изборе 1940. године.
Током и након Априлског рата 1941, учествовао је у скупљању оружја, муниције и остaлог материјала. Организовао је и учествовао у нападу на магацине с оружјем бивше југословенске војске, које је чувала Мачекова стража. Група чланова КПЈ и скојеваца тада је провалила у складишта и покупила велик број оружја и осталог материјала. Укупно је било заплењено 40 пушака, 5 пушкомитраљеза, 45 сандука муниције, 2 саднука ручних бомби, 15 пиштоља и другог материјала.
Савин је ускоро постао члан Војног комитета, који је руководио свим акцијама за организовање оружаног устанка у Далмацији у лето 1941. године. Током јула, учествовао је у акцијама сече телеграфских линија на путу Сплит–Трогир и прузи Сплит–Загреб код Каштела. Организовао је и учествовао у акцији рушења пруге и воза између Каштел-Лукшића и Каштел-Камбеловца, ноћу 3./4. августа 1941. године. После тога се повукао на планину Козјак и одатле неко време руководио партијском организацијом свог села. После тога је организовао формирање и одлазак Првог каштеланског одреда. Савин је првобитно био десетар, а затим водник вода. Након што је почетком августа 1941. године уништен већи део новооснованих партизанских одреда, већина бораца се вратила кући, док је Савин остао у илегали.
Док се налазио на задатку у Солину, италијански војници ухапсили су Савина 6. новембра 1941. године. Глумио је да је болестан, па су га сместили у болницу. Иако је био под стражом, успео је да побегне и из Сплита стигао до Каштела. Наставио је с извршавањем задатака члана Војног комтиета и учествовао у припремама одласка Првог каштеланског одреда на Свилају и Динару. Он се такође придружио одреду и учествовао у борбама. Унутар одреда, формирао је тзв. летећу чету, која је између Свилаје и Каштела рушила комуникације, разоружавала припаднике војске НДХ, организовала курирске везе и остало. Окупационе власти уцениле су Савинову главу на 50.000 лира и у одсуству га осудиле на доживотну робију.
Када се, 18. јула 1942. године, враћао са задатка од села Дивуља према Козјаку, наишао је на заседу италијанских војника и погинуо у окршају. Фашисти су га три дана јавно држали изложеног, као пример застрашивања становника Каштела.
После рата, Дечји дом у Каштел-Лукшићу носио је његово име, у парку места стоји његова биста, улица у Каштел-Лукшићу носила је његово име, место погибије обележено је спомен-плочом, а на новом гробљу у Каштел-Лукшићу изграђен је спомен-парк у којем се налази његов гроб.
Указом председника Федеративне Народне Републике Југославије Јосипа Броза Тита, 24. јула 1953. године, проглашен је за народног хероја.